# Nàssir (nom)
Nàssir és un nom masculí àrab (àrab: ناصر, Nāṣir) que significa ‘auxiliar’, ‘ajudant’, ‘defensor’, ‘partidari’, però també ‘que dona la victòria’. Si bé Nàssir és la transcripció normativa en català del nom en àrab clàssic, també se'l pot trobar transcrit d'altres maneres: Nasir, Nassir...
Combinat amb l'article, al- i, a vegades, seguit de l'expressió «a la religió de Déu», li-din-Al·lah, forma dos làqabs o títols, an-Nàssir (àrab: الناصر, an-Nāṣir, ‘Qui dona la victòria’) i an-Nàssir li-din-Al·lah (àrab: الناصر لدين الله, an-Nāṣir li-dīn Allāh, ‘Qui dona la victòria per a la religió de Déu’), relativament habituals entre diversos dirigents islàmics.
Combinat amb les paraules «religió» i «dinastia», Nàssir-ad-Din (àrab: ناصر الدين, Nāṣir ad-Dīn, ‘Defensor de la Religió’) i Nàssir-ad-Dawla (àrab: ناصر الدولة, Nāṣir ad-Dawla, ‘Defensor de la Dinastia’) són dos làqabs o títols emprats per diversos governants musulmans. El primer, a més, ha esdevingut amb el temps un nom propi relativament comú entre els musulmans. També se'ls pot trobar transcrits Nasiruddin, Nasir ud din, Nasir-ud-din...
Cal no confondre aquests noms i làqabs, amb els noms i làqabs Nassir, Nassir-ad-Din i Nassir-ad-Dawla de significat pràcticament idèntic, però que, en àrab, són noms diferents.
Vegeu aquí personatges i llocs que duen el nom Nàssir o els làqabs an-Nàssir i an-Nàssir li-din-Al·lah.
Vegeu aquí personatges i llocs que duen el làqab o el nom Nàssir-ad-Din.
Vegeu aquí personatges i llocs que duen el làqab Nàssir-ad-Dawla.